# Presagio

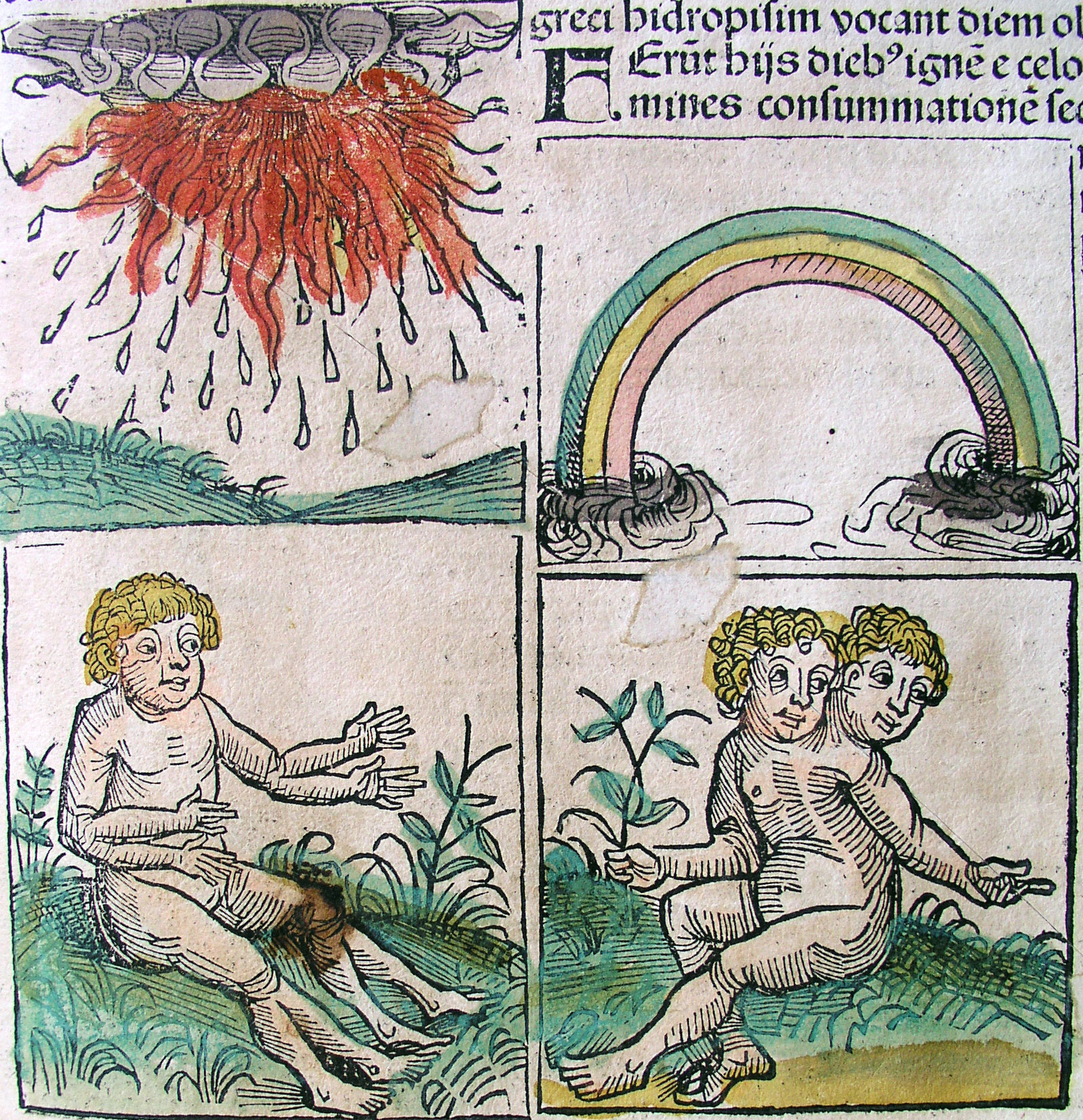
Esempi di presagi tratti dalle Cronache di Norimberga (1493): sconvolgimenti della natura e nascite deformi.

Il termine presagio, dal latino praesagium (composto da prae- e un derivato di sagire, che significa «fiutare sottilmente», quindi «intuire prima»), è una sorta di presentimento che induce a prevedere eventi futuri, sulla base di alcuni segni indicatori o «premonitori».
Anticamente i presagi, che hanno caratterizzato anche la parola dei Profeti, erano considerati messaggi inviati dagli Dei, e quindi forme di divinazione. Questi presagi includono fenomeni naturali, ad esempio un'eclissi, nascite anomale di animali (in particolare umani).

## Antica Mesopotamia
La fonte più antica di questa pratica proveniva dalla pratica mesopotamica attestata nella prima metà del II millennio a.C. Fu vigorosamente perseguita dai re assiri, Esarhaddon e suo figlio, Assurbanipal nel VII secolo a.C.
I presagi venivano interpretati con diversi metodi, ad esempio, divinazione del fegato, lecanomanzia e libanomanzia. L'epatoscopia, che osservava irregolarità e anomalie delle viscere di una pecora sacrificale, era utilizzata in molti servizi reali.
I presagi astrologici erano popolari in Assiria nel VII secolo a.C. Gli indovini acquisirono influenza interpretando i presagi e consigliando il re, Esarhaddon (681-669 a.C.), su come evitare un destino terribile. A volte il re assiro si nascondeva per un po' dopo aver messo un re sostituto sul trono. La corte si aspettava che il re sostituto avrebbe preso le conseguenze malvagie di un presagio. Quando credettero che il pericolo fosse passato, giustiziarono il re sostituto e il vero re riprese il trono.
Le osservazioni di presagi furono registrate in serie. Alcune di esse risalivano alla prima metà del II millennio a.C. e furono organizzate come dichiarazioni condizionali in seguito (se questo e quello è il caso, allora questo e quello è il risultato).
Questa credenza di presagi si diffuse in seguito nel Medio Oriente e oltre quando modelli di fegati di pecora in argilla usati dagli indovini per imparare il mestiere furono trovati a Boghazkoi, Ugarit, Megiddo e Hazor.

## Antica Grecia
Un oionos (presagio) era definito nell'antichità come l'avvoltoio carnivoro, in particolare un uccello profetico. Osservando attentamente le grida dell'uccello e il modo o la direzione in cui volava, gli auguri tentavano di predire il futuro. Vedevano anche fulmini o tuoni come presagi, inviati da Zeus, e osservavano la direzione in cui li vedevano o li sentivano. I presagi rappresentavano la volontà divina e le decisioni degli dei, il loro posizionamento opposto agli sforzi umani, ed erano mirati a essere compresi dai ricevitori sensibili del tempo, che portavano il carisma divino a diventare intermediari, canali tra il mondo degli dei e quello degli umani. Anche dai tempi di Omero, i Greci prestavano particolare attenzione a questi segni: quando vedevano avvoltoi da sinistra, altro simbolo di Zeus, lo consideravano un cattivo presagio. Il grido di un airone o un fulmine a destra segnavano un presagio positivo e promettente. Nel territorio greco, gli indovini giudicavano i buoni e i cattivi presagi anche in base alla volontà o meno della vittima di avvicinarsi all'altare e allo stato delle sue frattaglie al momento della macellazione.

## Nell'antica Roma
Nell'antica religione romana, un presagio (omen, al plurale omina), era un segno che annunciava il futuro, considerato meno importante per la comunità di un prodigium ma di grande importanza per la persona che lo sentiva o lo vedeva. Esistevano due distinte figure per l'interpretazione dei presagi. Gli auguri interpretavano il volo degli uccelli, mentre gli aruspici traevano le previsioni usando le interiora degli animali sacrificati. 
Il sistema degli auguri era complesso; ad esempio, mentre un uccello-segno sulla sinistra era solitamente favorevole (di buon auspicio) e uno sulla destra sfavorevole (di cattivo auspicio), la combinazione di un corvo sulla destra e di un corvo sulla sinistra era favorevole. Gli auguri studiavano anche il comportamento dei polli sacri domestici prima di intraprendere importanti imprese, come un incontro senatoriale, l'approvazione di una nuova legge o una battaglia. Queste formali "consultazioni divine" da parte degli auguri sono note come "prendere gli auspici". Gli aruspici esaminavano il fegato, i polmoni e le viscere degli animali sacrificati per interpretare la volontà degli dei, sempre in risposta a proposte chiare e specifiche. Alcuni presagi si presentavano sotto forma di prodigi, fenomeni innaturali, aberranti o insoliti come piogge di meteore, nascite ermafrodite o "pioggia di sangue", ognuno dei quali poteva significare che gli dei erano stati in qualche modo adirati. Il significato e l'importanza dei prodigi segnalati venivano ufficialmente dibattuti e decisi dal senato romano, con il consiglio di esperti religiosi. I segnali minacciosi potevano quindi essere ufficialmente espiati e gli dei placati con il sacrificio e i rituali appropriati. L'interpretazione e l'espiazione dei presagi che suggerivano una minaccia per lo Stato erano un affare serio.
Gli omina potevano essere buoni o cattivi. A differenza dei prodigi, i cattivi omina non venivano mai espiati da riti pubblici, ma potevano essere reinterpretati, reindirizzati o altrimenti evitati. Intorno al 282 a.C., un insulto diplomatico formalmente "accettato come presagio" fu rivolto contro Taranto e contribuì a giustificarne la conquista. Un tuono costò a Marco Claudio Marcello il suo brevissimo consolato (215 a.C.): da allora in poi viaggiò in una lettiga chiusa quando era in affari importanti, per evitare di vedere possibili cattivi presagi che avrebbero potuto influenzare i suoi piani. I cattivi presagi potevano essere affrontati più attivamente, tramite controsegni o formule pronunciate. Prima della sua campagna contro Perseo di Macedonia, si dice che il console L Emilio Paolo abbia sentito della morte di Perseo, il cucciolo di sua figlia. Interpretò questo come un presagio favorevole e sconfisse re Perseo nella battaglia di Pidna (168 a.C.).
Alcuni evidentemente presero molto sul serio i presagi, altri no, o non riuscirono a evitare i cattivi presagi e si pensava che ne avessero pagato il prezzo più alto. Nel 217 a.C., il console Gaio Flaminio "ignorò il crollo del suo cavallo, i polli e altri presagi, prima del suo disastro al lago Trasimeno". Licinio Crasso si imbarcò per la Siria nonostante l'inquietante chiamata di un venditore di fichi - "Cauneas!" ("Fichi caunei!"), che potrebbe essere udita come "Cave ne eas!" ("Attento, non andare!") - e fu ucciso durante la campagna. Cicerone vide questi eventi come una mera coincidenza; solo i creduloni potevano considerarli di cattivo auspicio. Sebbene al suo tempo, i politici, i magnati militari e i loro sostenitori facessero circolare attivamente storie di presagi eccellenti che accompagnavano le loro nascite e carriere.
Nelle storie e biografie romane, in particolare nelle Vite dei Cesari di Svetonio, le vite, il carattere personale e i destini di vari imperatori possono essere letti in presagi, presagi e sogni riportati; l'imperatore Caligola, ad esempio, sognò di trovarsi di fronte al trono di Giove, re degli dei, e Giove lo buttò giù dal cielo sulla terra; Caligola ignorò la premonizione e fu assassinato il giorno dopo.

## Astrologia
In astrologia, le eclissi solari e lunari (insieme alla comparsa di comete, a disastri naturali, ma anche alla ricorrenza della Luna piena) erano spesso considerate presagi di nascite, morti o eventi importanti.